# 26 август
26 август е 238-ият ден в годината според григорианския календар (239-и през високосна година). Остават 127 дни до края на годината.

## Събития
- 1071 г. – Селджуците, ръководени от Алп Арслан, нанасят тежко поражение на Византийската империя в Битката при Манцикерт.
- 1278 г. – Ладислау IV и Рудолф I побеждават Отакар II в битката при Марсово поле в тогавашна Моравия.
- 1346 г. – Стогодишната война: Състои се Битката при Креси между средновековните кралства на Англия и Франция, в която английските стрелци с дълги лъкове показват военно превъзходство пред френските арбалетчици и тежковъоръжени рицари.
- 1466 г. – Разкрит е заговор срещу Пиеро ди Козимо Медичи във Флоренция, ръководен от Лука Пити.
- 1498 г. – Микеланджело получава поръчка за Пиета.
- 1768 г. – Капитан Джеймс Кук отплава от Англия на борда на Ендевър.
- 1778 г. – Първото документирано изкачване на Триглав – най-високия връх в Словения.
- 1789 г. – Във Версайския дворец е приета Декларацията за правата на човека и гражданина.
- 1858 г. – Първите новини предадени чрез телеграф.
- 1862 г. – Американска гражданска война: започва Второто сражение при Бул Рън.
- 1877 г. – Руско-турска война (1877-1878): Край на Втората битка при Шипка.
- 1883 г. – Вулканът Кракатау изригва и причинява огромно цунами, което разрушава селищата на островите Ява и Суматра в Индонезия, убивайки 36 000 души.
- 1886 г. – Княз Александър Батенберг е принуден да абдикира от българския престол.
- 1914 г. – Първа световна война: Германската колония Тоголанд е нападната от френски и британски войски, които я превземат след пет дни.
- 1920 г. – Влиза в сила 19-ата поправка към Конституцията на САЩ, даваща право на жените да гласуват.
- 1923 г. – Райко Даскалов e застрелян в Прага от член на Вътрешната македонска революционна организация.
- 1926 г. – Основан е италианския АКФ Фиорентина.
- 1934 г. – Цар Борис III открива Паметника на свободата на връх Шипка.
- 1940 г. – Чад става френска колония и се присъединява към Антантата под управлението на Феликс Ебое – първия черен губернатор във френска колония.
- 1942 г. – Холокост в Шорткиав, западна Украйна: В 2:30 германски войници започват да изкарват евреите от жилищата им, разделят ги на групи по 120 души, натоварват ги в товарни вагони и депортират 2000 от тях в концетрационния лагер Белзец. 500 деца и болни са убити на място.
- 1944 г. – Втора световна война: Шарл дьо Гол влиза в Париж.
- 1944 г. – България във Втората световна война: Царство България обявява неутралитет във Втората световна война и желание за примирие с Великобритания и САЩ.
- 1947 г. – Шестото велико народно събрание приема Закон за забрана и разтурване на Българския земеделски народен съюз – Никола Петков и на Българския земеделски младежки съюз към него.
- 1957 г. – СССР оповестява успешното тестване на междуконтинентална балистична ракета.
- 1966 г. – Започва войната на Намибия за независимост.
- 1970 г. – Новото феминистко движение в САЩ, ръководено от Бети Феридан, започва националната Женска стачка за равенство.
- 1978 г. – Папския конклав избира Йоан Павел I за папа.
- 1978 г. – Програма Интеркосмос: На борда на съветския космически апарат Союз 31 лети първият германски космонавт Зигмунд Йен.
- 1990 г. – Подпален е Партийният дом в центъра на София.
- 1999 г. – Майкъл Джонсън подобрява световния рекорд в спринта на 400 метра с време от 43,18 секунди.
- 1999 г. – Русия започва Втората чеченска война като отговор на нахлуването в Дагестан на Ислямската международна умиротворителна бригада.
- 2008 г. – Русия едностранно признава независимостта на отцепилите се от Грузия републики Абхазия и Южна Осетия.
- 2020 г. – Открита е третата линия на Софийското метро

## Родени
- 1596 г. – Фридрих V, курфюрст на Пфалц († 1632 г.)
- 1676 г. – Робърт Уолпоул, британски държавник († 1745 г.)
- 1728 г. – Йохан Ламберт, швейцарски учен енциклопедист († 1777 г.)
- 1740 г. – Жозеф Монголфие, френски изобретател († 1810 г.)
- 1743 г. – Антоан Лавоазие, френски химик († 1794 г.)
- 1809 г. – Константин фон Алвенслебен, немски генерал († 1892 г.)
- 1819 г. – Алберт фон Сакс-Кобург-Гота, съпруг и принц-консорт на кралица Виктория († 1861 г.)
- 1850 г. – Шарл Рише, френски психолог и физиолог, Нобелов лауреат († 1935 г.)
- 1880 г. – Гийом Аполинер, френски поет († 1918 г.)
- 1881 г. – Панайот Черна, румънски поет от български произход († 1913 г.)
- 1882 г. – Джеймс Франк, германски физик, Нобелов лауреат († 1964 г.)
- 1896 г. – Иван Михайлов, български революционер († 1990 г.)
- 1899 г. – Павел Юдин, руски философ († 1968 г.)
- 1901 г. – Александър Жендов, български художник († 1953 г.)
- 1901 г. – Максуел Тейлър, американски офицер († 1987 г.)
- 1910 г. – Майка Тереза, индийска католическа монахиня, Нобелова лауреатка († 1997 г.)
- 1914 г. – Хулио Кортасар, аржентински писател († 1984 г.)
- 1915 г. – Борис Сафонов, съветски военен пилот († 1942 г.)
- 1918 г. – Катрин Джонсън, американска физичка († 2020 г.)
- 1932 г. – Иван Динков, български писател († 2005 г.)
- 1939 г. – Тодор Колев, български актьор († 2013 г.)
- 1951 г. – Едуард Уитън, американски физик
- 1956 г. – Брет Кълън, американски актьор
- 1957 г. – Д-р Албан, нигерийско-шведски певец
- 1957 г. – Любомир Любенов, български кануист
- 1959 г. – Ивайло Джамбазов, български актьор († 2009 г.)
- 1960 г. – Емануел Икономов, български писател
- 1966 г. – Йенс Гад, германски музикант
- 1966 г. – Шърли Менсън, шотландска певица и актриса
- 1970 г. – Мелиса Маккарти, американска актриса, сценарист и продуцент
- 1972 г. – Талия Соди, мексиканска певица и актриса
- 1980 г. – Маколи Кълкин, американски актьор
- 1980 г. – Крис Пайн, американски актьор
- 1988 г. – Тори Блек, американска порнографска актриса

## Починали
- 1214 г. – Михаил IV Авториан, вселенски патриарх
- 1278 г. – Отакар II, крал на Бохемия (* 1230 г.)
- 1346 г. – Убити в Битката при Креси:
  - Шарл II, граф на Аленсон
  - Луи I, граф на Фландрия
  - Ян Люксембургски
  - Рудолф, дюк на Лорейн
- 1572 г. – Петрус Рамус, френски философ
- 1666 г. – Франс Халс, холандски художник (* ок. 1580)
- 1723 г. – Антони ван Льовенхук, холандски учен (* 1632 г.)
- 1830 г. – Карл-Фридрих Фален, шведски учен (* 1764 г.)
- 1850 г. – Луи-Филип, крал на Франция (* 1773 г.)
- 1888 г. – Неделчо Мумджиев, български политик, кмет на Ески Джумая / Търговище (1880 – 1881)[1]
- 1910 г. – Уилям Джеймс, американски философ (* 1842 г.)
- 1921 г. – Матиас Ерцбергер, германски политик (* 1885 г.)
- 1923 г. – Райко Даскалов, български политик (* 1886 г.)
- 1929 г. – Иван Вулпе, български певец (* 1876 г.)
- 1930 г. – Лон Чани Старши – американски актьор
- 1944 г. – Станке Димитров, български комунист (* 1889 г.)
- 1945 г. – Франц Верфел, австрийски поет, романист, драматург (* 1890 г.)
- 1958 г. – Ралф Вон Уилямс, английски композитор
- 1974 г. – Чарлз Линдберг, американски авиатор (* 1902 г.)
- 1978 г. – Хосе Мануел Морено, аржентински футболист
- 1978 г. – Шарл Боайе, френски актьор (* 1899 г.)
- 1980 г. – Роза Албах-Рети, немска актриса (* 1874 г.)
- 1987 г. – Георг Витиг, немски химик, носител на Нобелова награда за химия (* 1897 г.)
- 1989 г. – Ървинг Стоун, американски писател (* 1903 г.)
- 1998 г. – Недялко Делков, български дендролог (* 1929 г.)
- 1998 г. – Ремо Джацото, италиански музиколог (* 1910 г.)
- 1998 г. – Фредерик Рейнс, американски физик, Нобелов лауреат (* 1918 г.)
- 2004 г. – Лора Браниган, американска певица и актриса от ирландски произход (* 1952 г.)
- 2005 г. – Волфганг Бауер, австрийски писател (* 1941 г.)
- 2005 г. – Денис Д'Амур, канадски китарист, член на Voivod
- 2009 г. – Катя Зехирева, българска актриса (* 1926 г.)
- 2013 г. – Волфганг Херндорф, немски писател и художник (* 1965 г.)
- 2022 г. – Надя Топалова, българска актриса (* 1935 г.)

## Празници
- Християнски празници:
  - Св. мчци Адриан и Наталия от Никомедия (православен). Имен ден в България празнуват всички, носещи имената Адриан, Адриана, Наталия и производните им.
  - Александър от Бергамо (католически)
  - Дейвид Люис
- България – Празник на град Мадан (за 2012 г.) – Отбелязва се в последната неделя на август
- България – Ден на туризма (за 2012 г.) – Отбелязва се през последния неделен ден от август в чест на първото масово туристическо изкачване на Черни връх на Витоша на 27 август 1895 г., след публикуването на фейлетона – покана „До софийските любители на българската природа“ на Алеко Константинов
- Намибия – Ден на героите
- САЩ – Ден на женското равенство
- Световен ден на кучето – води началото си от САЩ и се отбелязва от 2004 г.